# Andre mennesker
Andre mennesker er en kortfilm instrueret af Lasse Lindsteen efter eget manuskript.

## Handling
En ensom bondemand kommer i et svært dilemma, da en forslået prostitueret stormer ind i hans bil og beder om hjælp. Han tager modvilligt kvinden med hjem. Blot for en enkelt nat. Men dermed er problemerne ikke løst, for kvindens alfonser er lige i hælene på hende.